# Неудавшийся переезд «Миннесоты Тимбервулвз» в Новый Орлеан

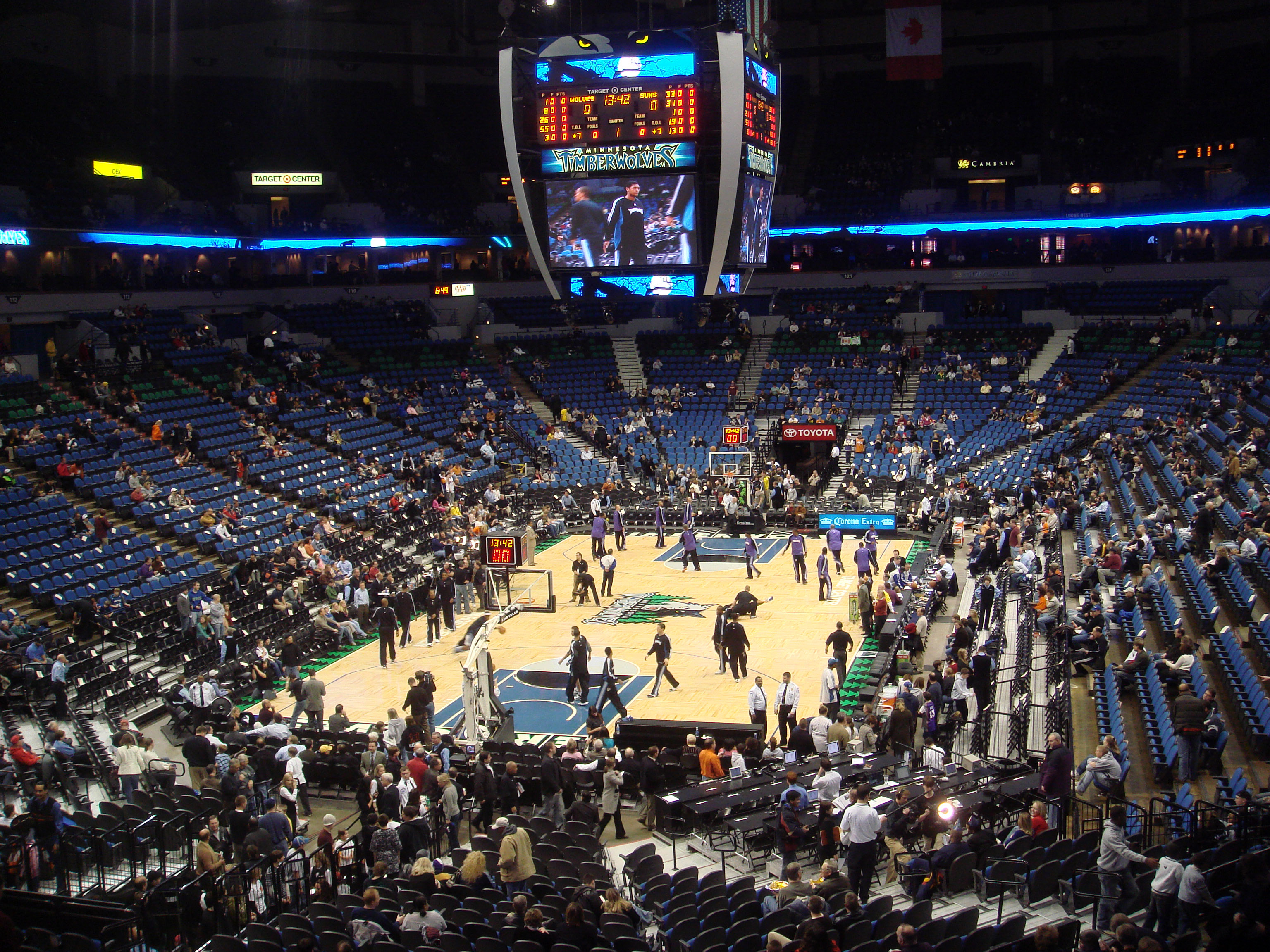
Интерьер «Таргет-центра»

Неудавшийся переезд  «Миннесоты Тимбервулвз» из Миннеаполиса в Новый Орлеан в 1994 году — несостоявшаяся попытка переезда американской профессиональной баскетбольной команды из одного города в другой.
Этот запланированный переезд клуба в другой город мог стать вторым переездом команд из Миннеаполиса за два года. Первым была релокация в 1993 году команды НХЛ «Миннесота Норт Старз» в Даллас. Причиной планировавшегося переезда стала проблема клуба с оплатой аренды домашней площадки — «Таргет-центра»; у владельцев клуба Марва Вулфенсона и Харви Ратнера не хватало средств на оплату долга, в результате чего они перестали содержать клуб, который и так находился в бедственном экономическом положении. «Таргет-центр» был и остаётся домашней ареной «Тимбервулвз» с 1990 года.
Переезд не состоялся, поскольку акции команды купил бизнесмен Глен Тейлор, являющийся владельцем клуба до сих пор.
После неудавшейся попытки приобретения клуба чиновники Нового Орлеана в 2000 году попытались завладеть двумя другими командами НБА — «Ванкувер Гриззлис» и «Шарлотт Хорнетс». Первая переехала в Мемфис в 2001 году, вторая — в Новый Орлеан в 2002 году, а в 2013 сменила второе название команды на «Пеликанс».

## Накануне несовершившегося переезда
У клуба НБА «Миннесота Тимбервулвз» с момента основания (1989) были экономические проблемы, сказавшиеся на результатах команды (она ни разу не завоёвывала в дивизионе места́ выше предпоследнего, то есть 5-го). «Тимбервулвз» уже приходилось менять домашнюю площадку: из «Метродоума» (где команда провела только свой первый сезон) в 1990 году клуб переехал на текущую площадку — «Таргет-центр».
Во время звёздного уикенда НБА 1994 года (который как раз проходил в Таргет-центре) начали распространяться слухи о скором переезде «Миннесоты Тимбервулвз» из Миннеаполиса в Новый Орлеан. 11 февраля того же года комиссар НБА Дэвид Стерн объявил, что он и его коллеги будут выполнять функции посредников в деле о задолженности клуба перед «Таргет-центром». Чтобы арендовать площадку на один сезон, «Тимбервулвз» выплачивали 73 млн долларов каждый год. Хотя посреднические разговоры немного ослабили слухи о переезде, на следующей неделе выяснилось, что руководство клуба вело переговоры с представителями Сан-Диего, Нашвилла и Нового Орлеана, с которыми обсуждался возможный переезд команды. В конце февраля Новый Орлеан стал наиболее вероятным вариантом для переезда, в случае прекращения финансирования клуба в Миннеаполисе. Это стало известно после того, как представители новоорлеанской группы Top Rank подписали письмо о намерении приобрести «Тимбервулвз».
В конце февраля чиновники Миннеаполиса заявили, что хотят оставить команду в городе. Местные миллионеры стали искать варианты для спасения команды в Миннеаполисе. Больше всего были недовольны представители группы Don’t Target Us! (своим названием они ссылались на название «Таргет-центра»). В городе был проведён опрос о переезде команды в Новый Орлеан, 60 % оказались против передислокации ещё одной профессиональной команды из города (до этого в 1993 команда НХЛ «Миннесота Норт Старз» переехала в Даллас). Из-за вмешательства чиновников, хотевших сохранить команду в городе, владельцы «Таргет-центра» уже собрались принять сделку с командой на следующий сезон. Кроме того, в городе начали появляться предприятия, целью которых было оставить команду в Миннеаполисе.
Несмотря на старание чиновников Миннеаполиса, руководство «волков» объявило, что переезд будет, и для передислокации команды было предложено два более вероятных варианта для переезда: Нашвилл и Новый Орлеан. Постепенно Нашвилл стал более продуктивным вариантом для переезда, так как клуб получал при переезде туда $80 млн от базирующейся там телекомпании Gaylord Entertainment, а также дополнительные $20 млн для погашения задолженности перед «Таргет-центром». Но после предложения Top Rank, наиболее вероятным вариантом стал Новый Орлеан. Представители группы предложили $152.5 млн. руководству клуба за релокацию. В начале мая законодательное собрание Миннесоты одобрило законопроект о покупке «Таргет-центра» управлением штата за $48 млн. Это значило, что управление штата хотело сохранить команду до 2025 года (то есть на 30 лет). Однако в городе не нашлось людей, которые бы смогли бы платить за клуб на протяжении такого промежутка времени, и основываясь на этом, Top Rank продолжили активно готовиться к переезду «волков».

## Покупка Top Rank «Миннесоты Тимбервулвз»
После трёх месяцев усердных попыток, 23 мая 1994 года Top Rank успешно купила команду за некогда предлагаемые ими $152,5 млн Покупка произошла после соглашения компании с владельцами «Тимбервулвз». Оно объяснялось отсутствием отстаивающих команду компаний из Миннеаполиса (по предварительной договорённости, если таковые не будут найдены до 20 мая, «волки» автоматически переходят к Top Rank и вследствие, переезжают в Новый Орлеан). 6 июня Top Rank официально подала документы в руководство НБА, что команда переезжает в Новый Орлеан.
Волк не является символом Луизианы, из-за чего начались активные спекуляции о переименовании самой франшизы. Мэр Нового Орлеана Марк Мориэл предложил переименовать франшизу в Ритм (англ. Rhythm, New Orleans Rhythm), а губернатор Луизианы Эдвин Эдвардс — в Ангелов (англ. Angels, New Orleans Angels).
После разговоров среди чиновников было выяснено место проведения домашних игр команды: им стал бы «Мерседес-Бенц Супердоум», хотя в это же время в городе открылась и «Нью-Орлеан-арена».

## Возвращение команды в Миннеаполис
15 июня 1994 года на собрании комитета НБА было единогласно решено блокировать продажу акций команды в Top Rank на следующий сезон. Предложение Top Rank было опровергнуто управлением лиги из-за вопросов, связанными с их планом финансирования команды. Те $152,5 млн, за которые Top Rank купила команду, были возвращены назад в компанию таким способом: $40 млн выплатили анонимные инвесторы, $62,5 млн — банки, которые должны были взять на себя ответственность за местонахождение команды в Новом Орлеане, и оставшиеся $50 млн — от «Мерседес-Бенц Супердоума» (это была стоимость аренды арены для клуба на следующий сезон). 21 июня 1994 года НБА официально отказала представителям Top Rank о возможности перевезти «волков» в Новый Орлеан. 28 июня Top Rank подал иск на НБА в суд, чтобы вернуть себе шанс приобрести "волков", но жалоба не была принята во внимание и вскоре была отклонена.
15 июня окружной суд Миннесоты постановил, что команда остаётся в Миннеаполисе.
После 8 месяцев попыток завладеть командой, в августе местный бизнесмен Билл Секстон заявил о прекращении попыток для получения управления финансированием команды. В октябре, за 3 недели до начала очередного сезона команду удачно купил
Глен Тэйлор (он владеет командой до сих пор), который установил в команде экономический баланс. В 1995 году Top Rank обанкротилась, и они больше не старались завладеть командой.
После этого Новый Орлеан стал привлекать к себе ещё две команды НБА — «Ванкувер Гриззлис» и «Шарлотт Хорнетс». Первую команду Новый Орлеан упустил, так как она переехала в Мемфис, а вторую они успешно получили в 2002 году. В итоге профессиональный баскетбол вернулся в Новый Орлеан спустя 23 года после отъезда «Нью-Орлеан Джаз» в Солт-Лейк-Сити. В ноябре 2002 года «Миннесота Тимбервулвз» впервые в своей истории (после неудачной попытки Top Rank приобрести команду) сыграла в Новом Орлеане.